# J.C. Fuller
Jon-Christopher Anderson "J.C." Fuller (Sioux City, Iowa, Estados Unidos, 30 de agosto de 1994), es un jugador de baloncesto estadounidense. Su altura es de 1,93 y juega en la posición de escolta, pudiendo actuar también como base.

## Trayectoria deportiva

### Etapa universitaria
Fuller comenzó su formación académica y deportiva en el Kirkwood Community College de Cedar Rapids, Iowa, donde jugó para las Kirkwood Eagles, el equipo de baloncesto de la institución que compite en los torneos de la NJCAA.
Posteriormente fue reclutado por la Universidad de Illinois Occidental, para incorporarse a los  Western Illinois Leathernecks, equipo perteneciente a The Summit League de la División I de la NCAA. En las temporadas 2014-15 y 2015-16, en 55 partidos, alcanzó unas medias de 12.3 puntos, 3.9 rebotes y 2.1 asistencias por encuentro.

### Jugador profesional
En septiembre de 2016 se incorpora al Cáceres Patrimonio de la Humanidad de la Liga LEB Oro española, inicialmente a prueba durante una semana hasta su contratación definitiva para toda la temporada 2016/17, siendo esta su primera experiencia profesional. Terminó la temporada con unos promedios de 8,7 puntos y 2,3 rebotes por partido.
Disputó la temporada 2017/18 con el BK Olomoucko Prostejov, equipo de la primera división checa, alcanzando medias de 19,1 puntos (quinto mejor anotador de la competición), 5,7 rebotes y 2,2 asistencias.
En 2018/19 firma con el Kedainiai Nevezis de la liga LKL lituana, siendo traspasado en diciembre de 2018 al ZTE KK de la liga húngara y de este al Soproni KC de la misma competición. En marzo de 2019 sufrió una grave lesión en las muñecas que ocasionó su baja para el resto de la temporada.
En 2019/20 se incorpora al Club San Martín de Corrientes, de la liga argentina, donde disputa 23 partidos en los que promedia 15.7 puntos y 2.2 rebotes.
En la temporada 2020/21 firma con el equipo brasileño Cerrado Basquete, con el que acredita 10.5 puntos y 4.5 rebotes en la liga brasileña, y se incorpora posteriormente al Real Estelí Baloncesto nicaragüense para disputar dos encuentros de la Liga de las Américas y más tarde al Sabios de Manizales de la liga colombiana, donde juega 11 encuentros con promedios de 24 puntos, 5 rebotes y 4.3 asistencias. 
Jugó la temporada 2021 de la LNBP en los Dorados de Chihuahua, pasando luego al Dorados Capital de la Liga de Básquetbol Estatal de Chihuahua. Sin embargo, tras sólo un mes en su nuevo equipo, rescindió su contrato para fichar con el Urunday Universitario de la Liga Uruguaya de Básquetbol.
Fuller fue contratado por el club argentino Hispano Americano sobre el final de la temporada 2021-22 de la LNB, teniendo la misión de jugar la serie de play-out ante Unión de Santa Fe para evitar el descenso a la categoría inferior de la LNB. Con el equipo patagónico jugó un partido por temporada regular, y cuatro de los cinco partidos del play-out, siendo dado de baja antes del momento decisivo de la serie debido a una lesión que sufrió en el rostro.
En agosto de 2022 retornó a la Liga Nacional de Baloncesto Profesional de México como refuerzo de los Soles de Mexicali. 
En enero de 2025 se anuncia como refuerzo de los Mineros de Parral de la Liga de Básquetbol Estatal de Chihuahua.